# Calcisiltiet
Calcisiltiet is een type kalksteen dat voornamelijk is samengesteld (voor meer dan 50 procent) uit detritische (verweerde) silt-formaat carbonaatkorrels. De korrels bestaan hetzij uit silt-formaathebbende deeltjes van oöiden, fragmenten van fossiele schelpen, fragmenten van ouder kalksteen en dolomieten, intraclasten, pellets, andere carbonaatkorrels of een combinatie hiervan. Calcisiltiet is de carbonaat-equivalent van siltsteen. Calcisiltieten kunnen ophopen in een breed scala aankust-, meer- en mariene milieus. Het is een typisch product van schuring en bio-erosie
De term calcisiltiet was oorspronkelijk geen onderdeel van het calcilutiet, calcareniet en calcirudiet carbonaat-classificatiesysteem gebaseerd op de grootte van de detritische korrels die samen kalksteen vormen, zoals dat in 1903 voorgesteld werd door Grabau. De term calcisiltiet werd daarentegen bedacht door Kay in 1951 voor kalksteen dat voornamelijk is samengesteld uit detritische silt-formaat korrels van 0,062 tot 0,002 mm in doorsnee. Hierdoor is calcisiltiet gelijk aan het grovere deel van "calcilutiet" zoals oorspronkelijk voorgesteld werd door Grabau en als calcilutiet gewoonlijk gedefinieerd en gebruikt wordt door geologen.